# Contea di Ontonagon
La contea di Ontonagon, in inglese Ontonagon County, è una contea dello Stato del Michigan, negli Stati Uniti. La popolazione al censimento del 2000 era di 7 818 abitanti. Il capoluogo di contea è Ontonagon.